# 오스트리아의 경제
오스트리아의 경제는 1인당 GDP(국내총생산) 면에서 세계에서 14번째로 부유한 국가 중 하나이다. 1980년대까지, 오스트리아의 가장 큰 산업 회사들은 국유화되었다. 최근 몇 년 동안, 민영화는 다른 유럽 경제와 견줄 수 있는 수준으로 국가 보유량을 감소시켰다. 오스트리아에서 노동운동이 특히 강하며, 노동정치에 큰 영향을 끼친다. 고도로 발달된 산업 다음으로, 국제 관광은 국가 경제에서 가장 중요한 부분이다.
독일은 역사적으로 오스트리아의 주요 교역 상대국이어서 오스트리아 경제가 독일 경제의 급격한 변화에 취약하다. 하지만, 오스트리아가 유럽 연합의 회원국이 된 이후, 다른 유럽 연합 경제들과 더 가까운 관계를 맺게 되었다. 이 발전은 독일에 대한 경제적 의존도를 감소시켰다. 게다가, 오스트리아의 EU 가입은 외국인 투자자들의 유입을 불러오고 있다. 그들은 오스트리아가 유럽 단일 시장에 접근하고, 유럽 연합의 야심찬 경제에 근접한 것에 매료되었다. GDP의 성장은 최근 몇 년간 가속화되었고 2006년에는 3.3%에 달했다.
2004년 오스트리아는 1인당 GDP가 27,666유로로 유럽 연합에서 4번째로 부유한 국가였다. 그 당시, 룩셈부르크, 아일랜드, 그리고 네덜란드가 선두를 달리고 있었다.
빈은 유럽 내에서 5번째로 부유한 지역(EU 경제 참조)으로 선정되었으며, 1인당 GDP는 38,632유로에 달했다. 그것은 이너런던, 룩셈부르크, 브뤼셀 수도 지역, 함부르크에 뒤쳐져 있었다.
2002년과 2006년 사이 꾸준한 성장률을 보였으며 1~3.3% 사이였다. 2013년 0%를 기록한 이후 성장세가 조금 살아났다. 2016년 기준 성장률은 1.5%다.

## 역사
제2차 세계 대전이 끝난 이후, 오스트리아는 지속적인 경제 성장을 이루었다. 1950년대에 오스트리아의 재건 노력으로 실질적으로는 연평균 5% 이상의 성장률을 보였고 1960년대 대부분 동안 평균 4.5%의 성장률을 보였다. 1995년, 1996년, 1997년 각각 1.7%, 2%, 1.2%의 완만한 실질 GDP 성장에 이어 1998년 2.9%, 1999년 2.2%의 실질 GDP 성장률을 보이며 경제가 반등했다.
오스트리아는 1995년 1월 1일 유럽 연합에 가입하였다. 회원 가입은 경제적 이익과 어려움을 가져왔으며 오스트리아가 단일 유럽 시장에 접근함에 따라 많은 외국인 투자자들을 끌어들였다. 오스트리아도 전반적으로 국제 경쟁력을 높이는 데 진전이 있었다. 유럽 연합의 경제 및 통화 동맹의 회원국으로서, 오스트리아의 경제는 다른 EU 회원국, 특히 독일과 밀접하게 통합되어 있다. 1999년 1월 1일, 오스트리아는 회계 목적으로 새로운 유로화를 도입했다. 2002년 1월, 유로 지폐와 동전이 오스트리아 실링을 대체하기 위해 도입되었다.

## 통화
오스트리아에서는 유로가 1999년으로 나타나지만 유로화에는 2002년에 도입된 모든 오스트리아 유로화 동전이 금년에 새겨져 있다. 오스트리아의 동전에는 액면당 하나씩 8개의 다른 디자인이 선택되었다. 2007년, 유로존의 나머지 국가들처럼 새로운 공통 지도를 채택하기 위해, 오스트리아는 동전의 공통 면을 바꾸었다.
유로화가 도입되기 전인 2002년 오스트리아는 1924년 12월에 처음 제정된 오스트리아 실링을 계속 사용하고 있었다. 실링은 1938년 안슐루스가 일어나면서 폐지되었다가 1945년 11월 제2차 세계 대전이 끝난 후 다시 도입되었다.
오스트리아는 유로존에서 가장 부유한 수집가들 중 하나로 액면가가 10~100유로(2004년 예외적으로 100,000유로의 동전은 2004년에 주조되었다. 이 동전들은 은화와 금화를 주조하는 오랜 국가 관행의 유산이다. 일반적인 문제와 달리, 이 동전들은 모든 유로존에서 법정 화폐가 아니다. 예를 들어, 5유로의 오스트리아 기념 주화는 다른 어떤 나라에서도 사용할 수 없다.

## 농업, 산업 및 서비스

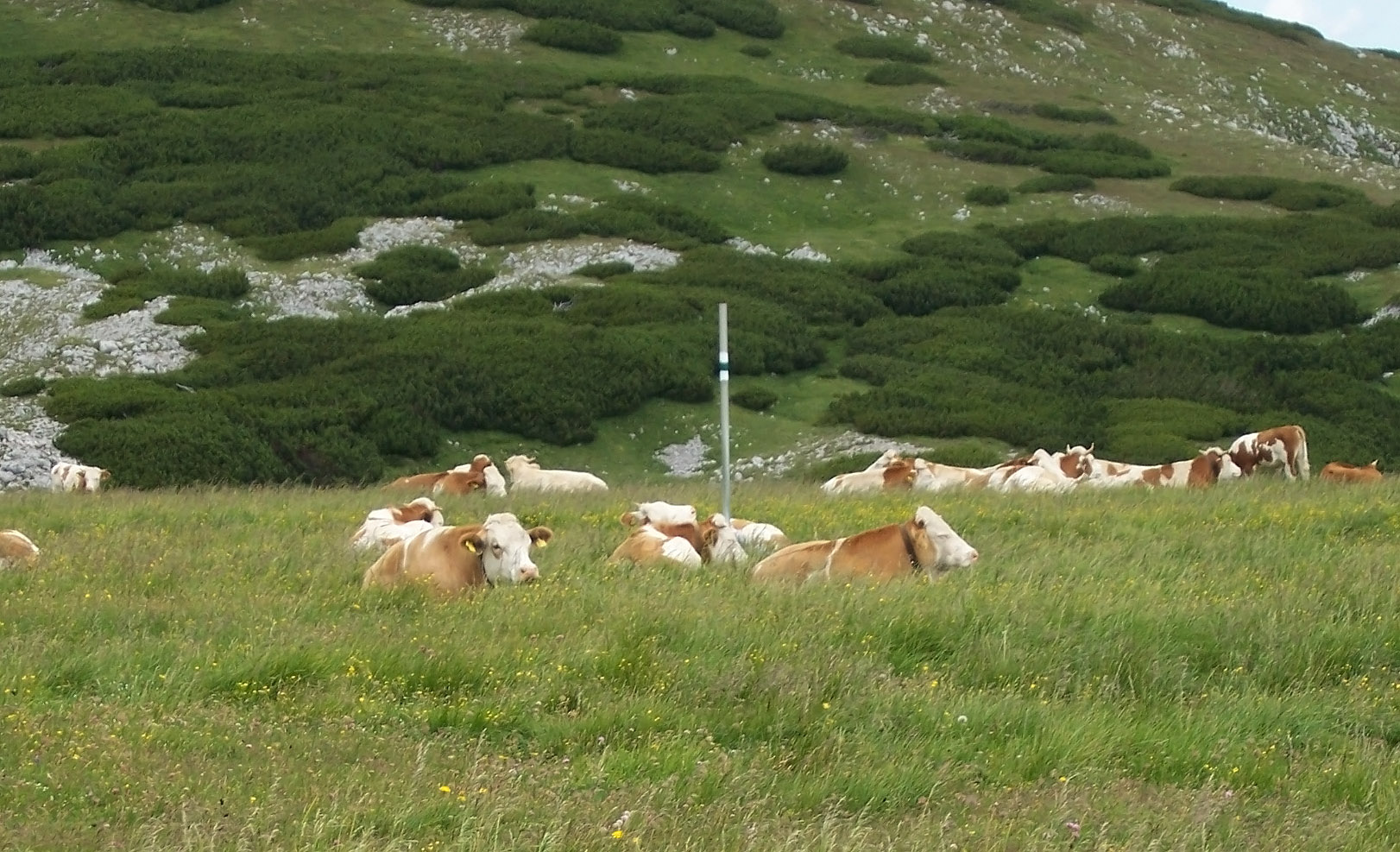
슈나이버그 산 정상 근처의 소들

오스트리아 농장은 다른 서유럽 산악국가의 농장과 마찬가지로 규모가 작고 파편화되어 있으며 생산비가 비교적 비싸다. 1995년 오스트리아가 EU에 가입한 이후 오스트리아 농업 분야는 EU의 공동농업정책(CAP)에 따라 실질적인 개혁을 진행해왔다. 오스트리아 농민들은 국내 식량 수요의 약 80%를 공급하고 있지만, 1950년 이후 국내총생산(GDP)에 대한 농업 기여도는 3% 미만으로 떨어졌다.
비록 몇몇 산업들이 세계적인 경쟁자이지만, 예를 들어, 수천 명의 사람들을 고용하는 거대 산업 기업들인 화학 공장들과 석유 회사들, 오스트리아에 있는 대부분의 산업과 상업 기업들은 국제적인 규모로 볼 때 상대적으로 작다.

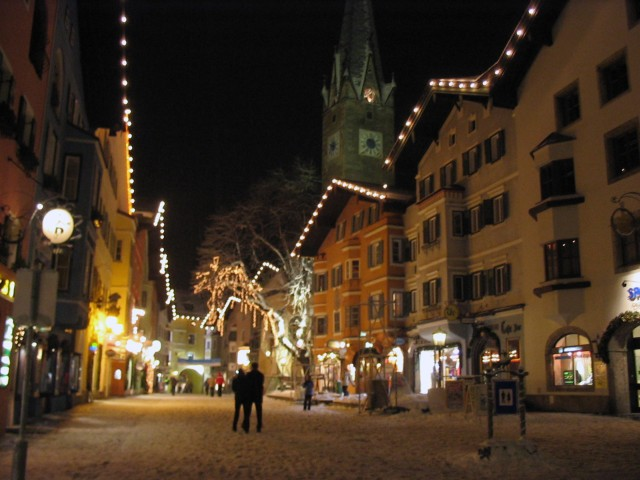
오스트리아의 유명한 겨울 관광 도시 키츠뷔엘

오스트리아의 유명한 겨울 관광 도시 중 하나인 키츠뷔엘은 오스트리아 GDP의 대부분을 차지하는 서비스 산업이다. 빈은 지난 수십 년 동안 금융 및 컨설팅 대도시로 성장했으며 동부로 통하는 문으로 자리매김했다. 비엔나 로펌과 은행들은 새로운 EU 회원국과 사업을 하는 선두 기업들 중 하나이다. 관광은 오스트리아 국내총생산(GDP)의 약 10%를 차지할 정도로 오스트리아 경제에 매우 중요하다. 2001년 오스트리아는 1,820만 명이 넘는 관광객으로 세계에서 10번째로 방문객이 많은 나라였다. 이전에는 독일인 손님에 대한 의존으로 인해 오스트리아 경제의 이 부문은 독일 경제에 매우 의존하게 되었다. 그러나 최근의 발전은 변화를 가져왔는데, 특히 알베르그나 키츠뷔엘과 같은 겨울 스키 리조트들이 동유럽인, 러시아인, 미국인들에 의해 점점 더 자주 방문되고 있기 때문이다.

## 의료 서비스

1970년부터 2007년까지의 오스트리아 의료비 지출

오스트리아의 의료 시스템은 처음에 빈의 사회민주당에 의해 다른 사회복지 프로그램과 함께 개발되었다.

## 무역 위치
다른 EU 국가들과의 무역은 오스트리아 수출입의 거의 66%를 차지한다. 중부와 동유럽의 신흥 시장에서 무역과 투자를 확대하는 것은 오스트리아 경제 활동의 주요 요소이다. 이들 국가와의 교역은 오스트리아 수출입의 거의 14%를 차지하며, 오스트리아 기업들은 상당한 투자를 하고 있으며 노동 집약적인 저기술 생산을 이들 국가로 계속 이전하고 있다. 비록 큰 투자 붐은 시들해졌지만, 오스트리아는 여전히 이러한 개발 도상국 시장에 대한 편리한 접근을 추구하는 EU 기업들을 끌어들일 잠재력을 가지고 있다.

## 인수 합병
오스트리아 출신 기업과 투자자들이 인수 합병(M&A)에 적극적이다. 1991년 이래로 7,183건 이상의 인수합병 거래가 261.6억 달러로 알려져 있다. EUR. 2017년에 245개 이상의 기업이 총 12.9억 이상의 가치를 거래하고 있고, EUR이 발생했다. 이들은 국가적 거래뿐만 아니라 독일을 가장 중요한 파트너로 하는 해외 교차 M&A의 중요 투자자로, 지금까지 854개의 독일 기업이 오스트리아 패러트 기업(아웃바운드)에 인수됐다.
오스트리아에서 거래액 기준 M&A 활동이 가장 많은 산업은 금융업이었으며, 거래건수가 가장 많은 산업은 산업으로 19.2%를 차지했다.